# Anisostachya betsiliensis
Anisostachya betsiliensis är en akantusväxtart som beskrevs av Raymond Benoist. Anisostachya betsiliensis ingår i släktet Anisostachya och familjen akantusväxter. Inga underarter finns listade i Catalogue of Life.